# Wilhelminapark (Boxtel)
Het Wilhelminapark is een landgoed van 110 ha ten noorden van Boxtel. Het is in het bezit van de Marggraff Stichting.

## Geschiedenis
Het Wilhelminapark is in de 18e eeuw ontstaan. In 1778 kwam het in het bezit van de familie Marggraff. Omstreeks 1800 werd het gebied ontgonnen, waarbij het ook nu nog bestaande dambordpatroon van percelen en dreven ontstond. Gedurende de 19e eeuw werd het gebied met bos beplant, maar in de loop van de 20e eeuw werd het grootste deel van het gebied voor agrarisch gebruik ontgonnen. Dit werd mogelijk gemaakt door het beschikbaar komen van kunstmest. De overblijvende bospercelen werden met grove den en eik beplant.
Oorspronkelijk heette het landgoed: Dommeloord, maar de familie Marggraff heeft het uiteindelijk omgedoopt in Wilhelminapark, naar een oudtante van die naam. De laatste eigenaar, Ewald Marggraff, was excentriek en liet het gebied min of meer verwaarlozen. Na zijn dood in 2003 kwamen de landgoederen van Ewald in beheer bij de Marggraff Stichting. Deze stelde een aantal terreinen open voor het publiek, maar anno 2021 is het Wilhelminapark nog niet toegankelijk. 
Tegenwoordig is het een oud cultuurlandschap met akkers, weilanden en oud gemengd bos, wat wordt doorsneden door kaarsrechte lanen. Hier en daar liggen de restanten van voormalige boerderijen in het gebied.
Het landgoed omvat ook de resten van de tuin van Missiehuis Sint-Charles, die uit 1892 stammen.
Op 16 januari 2015 is er een intentieverklaring getekend tussen de Marggraff Stichting en Herenboeren Boxtel om een samenwerking aan te gaan. Het doel van de samenwerking omvat het uitbaten van een deel van het park voor verbouwen van groente / fruit met als uiteindelijk doel 200 gezinnen te kunnen voorzien in hun voedselbehoeften.